# Силуян (Морозов)
Епископ Силуян (в миру Степан Петрович Морозов или Мороз; 1830 — 17 (30) декабря 1902, хутор Малозападенский, Область Войска Донского) — епископ Древлеправославной Церкви Христовой (старообрядцев, приемлющих белокриницкую иерархию), епископ Кавказский.

## Биография
Родился ок. 1830 года. До принятия монашества и священства был донским казаком.
30 ноября 1879 года в Новочеркасске поставлен во епископа Кавказского. Хиротонию возглавил архиепископ Измаильский Виссарион.
11 февраля 1894 года епархиальным миссионером архимандритом Исидором (Колоколовым) был упразднен Никольский скит, основанный епископом Иовом (Зряниным). Обитатели скита разбрелись, а Силуан был отправлен на Дон для жительства. На месте скита был устроен Кавказский Никольский миссионерский монастырь.
27 июля 1902 года Освященный Собор старообрядческих епископов удовлетворил прошение епископа Силуяна о почислении на покой по состоянию здоровья: «епископа Силуяна уволить от всякого управления епархией, но предоставить ему право именоваться епископом и совершать священнодействие в храме, где проживает, а в других местах с разрешения местного епископа».
Скончался 17 декабря 1902 года, в хуторе Малозападенском Донской области.
11 июля 1904 года, нетленные останки его перенесены в Новочеркасск.